# 泰勒斯維爾 (北卡羅萊納州)
泰勒斯维尔（Taylorsville）是美国北卡罗来纳州亚历山大县的一个镇。在美国2000年人口普查时，全镇人口总计1799人。同时该镇是亚历山大县的县治。

## 地理
泰勒斯维尔位于35°55′04″N 81°10′28″W / 35.917869°N 81.174561°W。
根据美国人口普查局的数据显示该镇陆地面积为2.0 平方英里(5.2 km2)，全部都是陆地。

## 人口统计
截至2000年的人口普查，全镇共有1799居民，746户和446个家庭。人口密度是897.6人每平方英里(347.3/km2)。该镇819个住房单位平均密度为408.6个每平方英里(158.1/km2)。全镇人口82.71%是白种人，11.4%是非洲裔美国人，0.11%是美国土著，1.06%是亚裔，3.50%来自其他种族。西班牙裔和拉丁美洲裔分别占总人口的6.17%。
全镇746户的25.1%有18岁以下的孩子和他们居住，39.9%户是已经结婚的，14.9%户已婚丧夫的家庭，还有40.1%户是非家庭。746户的35.8%由个人组成，17.7%户居住着65岁及以上的独居老人。平均每户有2.20人，每个家庭2.83人。
全镇18岁以下的少年儿童及青少年占总人口的20.6%，7.9%的人口居于18岁到24岁之间，25.8%的人口居于25岁到44岁之间，20.3%的人口居于45岁到64岁之间，还有25.3%的人口是65岁以上的老年人。人口年龄的中位数是41岁，平均每100个女性对应84.9个男性。18岁以上的每100个女性对应77.5个男性。